# Burg Rodenscheid
Die Burg Rodenscheid ist eine abgegangene Niederungsburg in bzw. bei der Wüstung Rotenschitt (Flurname Am Kirchberg), dicht an der Umgehungsstraße östlich der Stadt Lich im Landkreis Gießen in Hessen.
Rotenschitt war ein kleiner Ort, der 1210 in den Urkunden des Klosters Arnsburg erstmals erwähnt wurde. 1287 wurden der Ritter Guntram de Olfe und seine Frau Jutta genannt, als sie dem Kloster ihre Güter zu Rotenschitt schenkten. Bei der Falkensteiner Teilung 1271 erhielt Werner I. von Falkenstein, Begründer des Licher Linie des Geschlechts, u. a. das zum Gericht Lich gehörige Dorf Rotenschitt. 1301, 1306 und 1322 werden die Adligen von Falkenstein für Rotenschitt mehrfach urkundlich genannt.
Bisher einzig bekannter schriftlicher Hinweis auf die Existenz der Burg ist die Erwähnung im Jahre 1306 eines zum Kastell Rotenschitt gehörigen („castrensis de rotenschitt“) Rudolf, der dort wohl Burgmann war. Wann und von wem die Burg Rodenscheid erbaut wurde, ist unbekannt, vermutlich geschah es jedoch im frühen 13. Jahrhundert zum Schutz von Lich und von Handelswegen und Furten über die Wetter. Die kleine Burganlage verlor mit der Stadtbefestigung von Lich ihre Bedeutung und verfiel bereits wieder im 14. Jahrhundert. Von der ehemaligen Burganlage sind keine Reste erhalten.